# 대덕초등학교 (전남)
대덕초등학교는 대한민국 전라남도 장흥군 대덕읍 연정리에 있는 공립 초등학교이다.

## 학교 연혁
- 1924년 10월 7일 대덕공립보통학교(4년제) 개교
- 1938년 4월 1일 대덕공립심상소학교로 개칭
- 1941년 4월 1일 대덕공립국민학교로 개칭
- 1950년 3월 1일 대덕국민학교로 개칭
- 1996년 3월 1일 대덕초등학교로 개칭
- 1976년 3월 1일 특수학급 설치
- 1981년 3월 1일 병설유치원 개원(1학급)
- 1999년 3월 1일 대덕남초등학교 통합
- 2016년 9월 1일 제28대 조춘해 교장 부임

◦ 2018년 2월 9일 제91회 졸업(졸업생 총수: 12,531명)
- 2018년 9월 1일 제29대 전경문 교장 부임

- 2020년 1월 9일 제 93회 졸업(졸업생 총수: 12,564명)
- 2021년 1월 8일 제 94회 졸업(졸업생 총수: 12,578명)
- 2021년 3월 1일 제 30대 백남현 교장 부임
- 2022년 1월 7일 제 95회 졸업(졸업생 총수: 12,591명)
- 2023년 1월 7일 제 96회 졸업(졸업생 총수: 12,606명)

## 학교 상징
- 교화 - 동백
  - 힘을 다해 가꾸자
  - 함박 웃음 짓는 밝은 마음
  - 슬기와 꿈을 키우며 날로 발전함
- 교목 - 소나무
  - 바로 내가 주인이다
  - 굳은 의지를 꺾이지 않는 튼튼함
  - 나라의 보배로 쓸모 있는 일꾼
- 교색 - 녹색

## 참고 자료
- 대덕초등학교 - 한국교육학술정보원 학교알리미